# Cantonul Espalion
Cantonul Espalion este un canton din arondismentul Rodez, departamentul Aveyron, regiunea Midi-Pyrénées, Franța.

## Comune
| Comune                  | Populație (1999) | Cod poștal | Cod INSEE |
| ----------------------- | ---------------- | ---------- | --------- |
| Bessuéjouls             | 227              | 12500      | 12027     |
| Castelnau-de-Mandailles | 548              | 12500      | 12061     |
| Le Cayrol               | 285              | 12500      | 12064     |
| Espalion                | 4 549            | 12500      | 12096     |
| Lassouts                | 314              | 12500      | 12124     |
| Saint-Côme-d'Olt        | 1 399            | 12500      | 12216     |